# 朱美垣
方山莊憲王朱美垣（1419年—1470年），明朝晉藩第一代方山王，晉定王朱濟熺的庶第五子。

## 生平
永乐十二年（1414年），朱济熺及诸子皆被废为庶人，发配晋恭王坟园守墓，永乐二十一年（1423年）才被释放。明成祖册封原晋世子朱美圭为平阳王，朱济熺全家迁居平阳府。
洪熙元年（1425年）十二月，獲賜名美垣，封鎮國將軍。正統二年（1437年）八月，進封方山王。
宣德十年（1435年）正月，刚登基的明英宗复封朱美圭为晋王，朱美垣随之回太原就藩。正统二年（1437年）八月，以行在工部左侍郎李庸、礼科给事中刘海为正副使，持节册封朱美垣兄弟为郡王，朱美垣受封方山王，同时册封北城兵马副指挥许荣之女为方山王妃，与六弟临泉王朱美塎共同住在已经迁居汾州的四叔庆成王朱济炫遗留的庆成王府。
正统六年（1441年）六月，朱美圭去世，内侍陆旺挟持辱骂其庶长子榆社王朱锺铉。朱美垣与朱锺铉奏其罪恶，陆旺被处绞刑。同年，朱美垣不经奏请擅自“收残疾净身民各六人入府使令”，明英宗降旨训斥之后给予了谅解。
正统十年（1445年）八月，在朱美垣的奏请下，朝廷以太原府忻州定襄县境内三十三顷多田地空闲，划给方山王府。正統十一年（1446年）四月，朱美垣因丧母，上疏请求奏请坟园用地规模，称叔父宁化王朱济焕的母亲晋王夫人樊氏去世后坟园用地90亩，自己也是郡王，母亲也是晋王夫人，请求同样以90亩坟园用地为母亲营建坟园。工部覆奏当初宁化王母坟地过多，提调官已各自请罪，方山王母妃当如一品夫人例，用地周围四十五丈，不可再违旧制，获准。五月，朱美垣獲賜定襄縣草場地十一頃。八月，朱美垣提出预支正统十二年岁禄用作母妃丧葬费用，获准。
正统十二年（1447年），巡抚河南、山西于谦上疏弹劾方山王府内侍中有非钦赐者。同年，山西巡按御史判决方山王府教授李春、及内使、典仗等人有罪，朱美垣不服，上疏称其中涉嫌诬告，请求准许他赴京抗辩。英宗回信表示朝廷自有法度不分好坏，但因为叔王请求，可从轻处置。
正统十四年（1449年）七月，明英宗在土木堡之变中被俘，其弟郕王朱祁钰被立为明代宗。朱美垣见边关告急，不经奏请就让府中内使外出采购盔甲，并且招募民壮发放武器以守卫王府，事后解散了这支武装。
景泰二年（1451年）五月，朱美垣因先前擅自招兵买马和屢次留下娼妓與其通姦，被弹劾不遵礼法，受到了明景帝的书信斥責。
成化六年（1470年）五月，朱美垣去世，享年六十四歲，諡號莊憲。兩年後，庶長子鎮國將軍朱鍾鋌襲爵。
朱美垣次子朱鍾鏕早逝後，朱美垣以朱鍾鏕獨子年幼為由為朱鍾鏕遺孀張氏請得歲祿。但事實上朱鍾鏕無子，所謂獨子是張氏以侄子冒充的。後來事發，朱鍾鋌也因包庇而被廢，但朱美垣未被認為涉案，沒有受到身後追罰。

## 家庭

### 妻
- 許氏，北城兵馬副指揮許榮女，正統二年（1437年）八月冊為方山王妃[3]

### 子
- 庶長子：鎮國將軍→方山王→庶人朱鍾鋌
- 第二子：鎮國將軍→庶人朱鍾鏕[8]
- 子：鎮國將軍朱鍾鑸[9]
- 第五子：鎮國將軍朱鍾鈑[10]

### 女
- 嫡次女：宜芳縣主，儀賓楊通[11]